# The Box (televisiezender)
The Box (kort voor Video Jukebox, de oorspronkelijke Engelse naam) was een Nederlandse televisiezender die videoclips uitzond. In 2005, 2006 en begin 2007 heeft eigenaar MTV Networks na de aankoop verschillende formats op de zender losgelaten. Eerst gericht op jonge vrouwen met multiculturele/urbanelementen (Alex on the Box), vervolgens in 2006 op urban.

## Vanaf 1995
Bij verschillende regionale kabeltelevisienetwerken installeerde de zender in 1995 verschillende "dozen". Kijkers konden een betaaltelefoonnummer bellen, of de clipcode sms'en om clips aan te vragen, die dan op het kanaal in hun regio worden uitgezonden. Op een aantal avonden in de week hadden deze "dozen" een thema. Zo was woensdagavond het thema "On the Roxx" en waren er alleen maar rock en metal gerelateerde clips aan te vragen.
Naast de inkomsten uit de telefoontikken verdiende de zender aan de uitgezonden reclame. Ook werden er in beperkte mate (muziekgerelateerde) programma's uitgezonden zoals Urban LifeStyle, P.U.R.E., BOXTalk en Gamekings. Dit laatste programma, gericht op mensen met interesse voor games, was een groot succes en verhuisde later naar TMF.

## Overname door MTV Networks Benelux (2004)
Viva Media AG, eigenaar van The Box, werd in juni 2004 overgenomen door MTV Networks Benelux van Viacom en bekend van zenders als Nickelodeon, MTV en TMF. Eigenaar MTV Networks wijzigde na de integratie het format van de zender. The Box moest een urban/multiculturele zender worden gericht op jonge vrouwen. Daarbij kreeg de zender een zenderblok onder de naam 'Alex on the Box' die gestaag zou worden uitgebreid. De soap AlexFM mislukte jammerlijk. Hierna ging The Box door met een aantal series in 2006 onder de naam 'The Box Afterschool' blok met verder een urbanmuziekformat. Ook deze opzet mislukte grotendeels.

## The Box Comedy (december 2006 tot april 2007)
Op 1 december 2006 werd de uitzendtijd van The Box drastisch ingekort ten voordele van kinderzender Nickelodeon, die vanaf dan dagelijks tussen 05.00 en 20.00 uur uitzond. Nickelodeon deelde vroeger dezelfde zender met Talpa en laatstgenoemde zond sinds 16 december 24 uur per dag uit. The Box stopte op die dag met het Music Request-systeem en zond 's avonds een comedy-programmering uit (met programma's als South Park, Chappelle's Show en Da Ali G Show) onder de naam The Box Comedy. In de nacht waren urban videoclips te zien. Programma's als Moccah en The Box News vervielen ook van die datum. Er werkte vanaf dat moment ook nog maar één VJ bij The Box. Hij presenteert 's nachts de X Chart.
Op 30 april 2007 zond The Box voor het laatst uit. Op diezelfde dag begon Comedy Central uit te zenden op het kanaal van The Box. Met Comedy Central verruilde The Box definitief muziek voor comedy.

## The Box VJ's
- Steffi de Pous (2005)
- Miriam van 't Veer (2005)
- Lauren Verster (2005)
- Zarayda Groenhart (2005-2006)
- Zahra Boutaka (2005)
- Marvin Piqué (2006-2007)
- Joijcelyn Hoost (2006)
- José Woldring (2006-2007)

## Programma's
- Clip Club
- AlexFM
- Moccah
- 411
- X Chart
- P.U.R.E.
- BOXTalk
- Gamekings
- The Box News
- ULS